# Oberlauf der Großen Dhünn
Das 10 ha große Naturschutzgebiet Oberlauf der Großen Dhünn liegt südlich des Kerngebietes der Stadt Hückeswagen im Oberbergischen Kreis und trägt die Schlüsselnummer GM-090. Das Gebiet erstreckt entlang der Großen Dhünn von der Odenholler Mühle bis zur Hofschaft Niederdhünn. Oberhalb und unterhalb dieses Flussabschnitts verläuft die Große Dhünn einschließlich einiger Nebengewässer in dem Naturschutzgebiet „Oberläufe der Großen Dhünn“ mit der Kennung GM-100 auf der Stadtgebiet von Wipperfürth.

## Beschreibung
Das Fachinformationssystem des Landesamtes für Natur, Umwelt und Verbraucherschutz in NRW beschreibt das Gebiet wie folgt:

„Das Naturschutzgebiet umfasst das strukturreiche Bachtal der Großen Dhünn nördlich Wipperfeld zwischen Odenhollermühle und Niederdhünn. Hier mäandriert der naturnahe Bachlauf durch die Aue und wird von einem Erlengaleriewald gesäumt. Die Aue wird als Dauergrünland genutzt, wobei nördlich Odenhollermühle noch artenreiches Feucht- und Nassgrünland vorhanden ist. An den Talhängen stocken Buchen- und Eichen-Mischwälder. Ebenfalls eingeschlossen sind mehrere Seitentälchen mit Quellbächen, die von Norden zur Großen Dhünn entwässern. Das Gebiet repräsentiert ein typisches Wiesental des Bergischen Landes mit einem naturnahen Fließgewässer, einer intensiv landwirtschaftlich genutzten Talaue sowie den angrenzenden naturnah bestockten Waldhängen. Die Große Dhünn ist Teil des Fließgewässerverbundsystems des Bergischen Landes und einer der Hauptzuflüsse zur Dhünntalsperre. Hauptentwicklungsziel ist der Erhalt und die Entwicklung eines naturraumtypischen Wiesentals durch extensive Nutzung der Grünlandflächen in der Bachaue und naturnahe Waldbewirtschaftung der angrenzenden Hänge.“

An bemerkenswerten Pflanzenarten treten in dem Naturschutzgebiet u. a. auf: Echtes Mädesüß (Filipendula ulmaria), Sumpf-Schwertlilie (Iris pseudacorus), Kuckucks-Lichtnelke (Lychnis flos-cuculi), Sumpf-Dotterblume (Caltha palustris) und Sumpf-Schafgarbe (Achillea ptarmica).
Folgende seltene und besonders zu schützende Tierarten sind an der Großen Dhünn heimisch: Erdkröte (Bufo bufo), Gebirgsstelze (Motacilla cinerea), Grasfrosch (Rana temporaria), Graureiher (Ardea cinerea), Ringelnatter (Natrix natrix), Schwarzstorch (Ciconia nigra) und Waldeidechse (Lacerta vivipara).

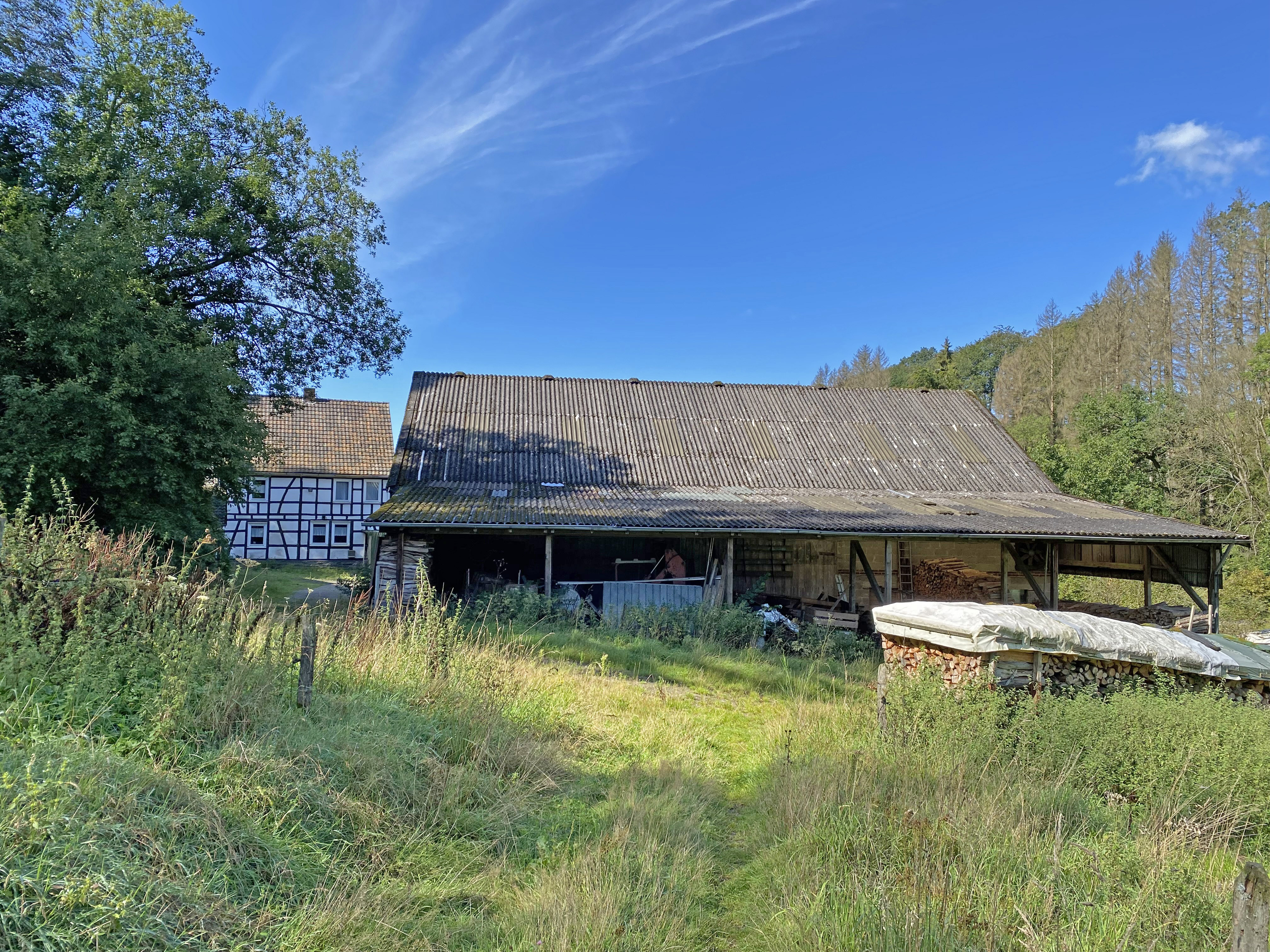
Hofschaft Niederdhünn
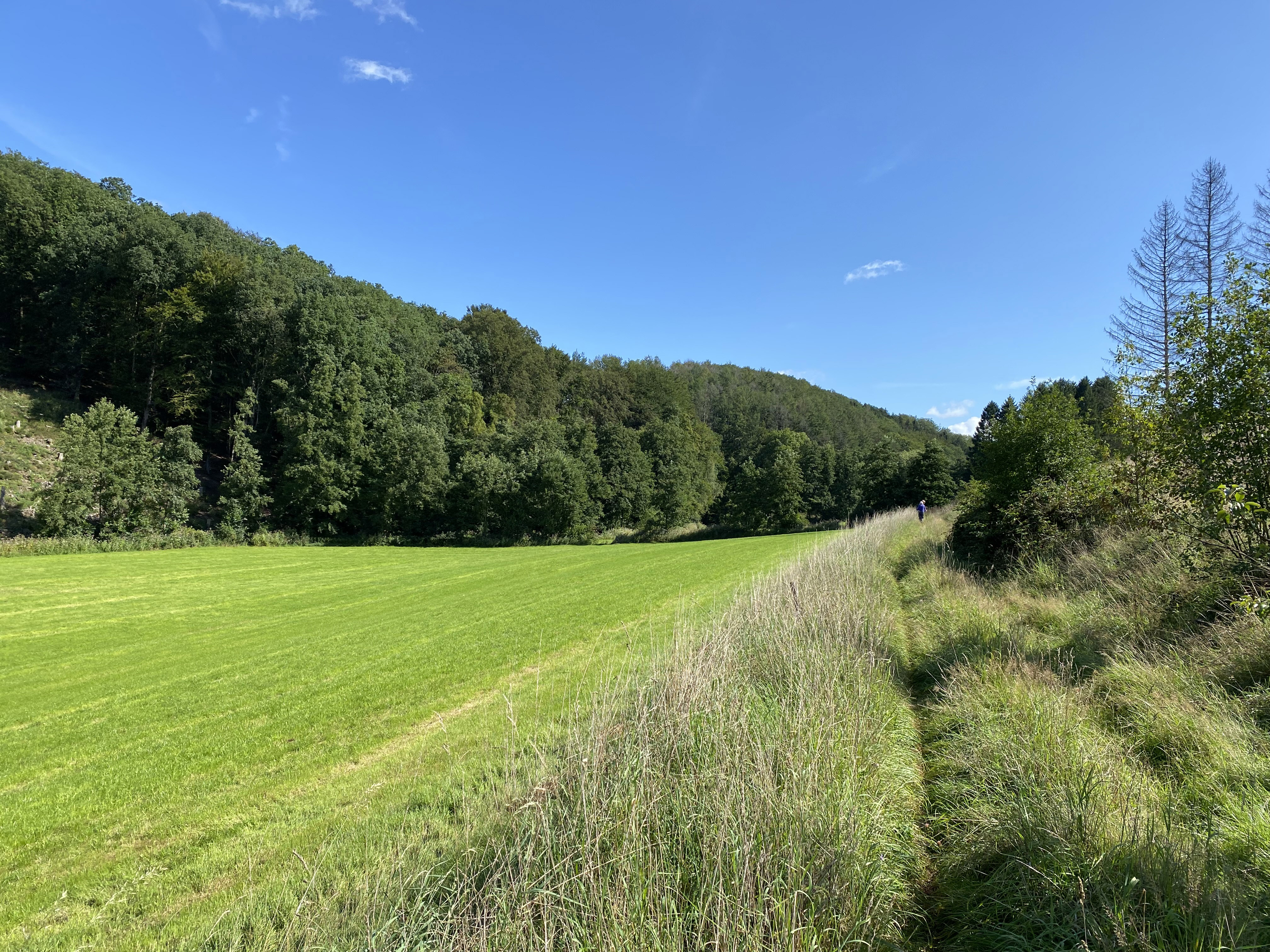
Weg von Niederdhünn durch die Talaue zur Odenholler Mühle
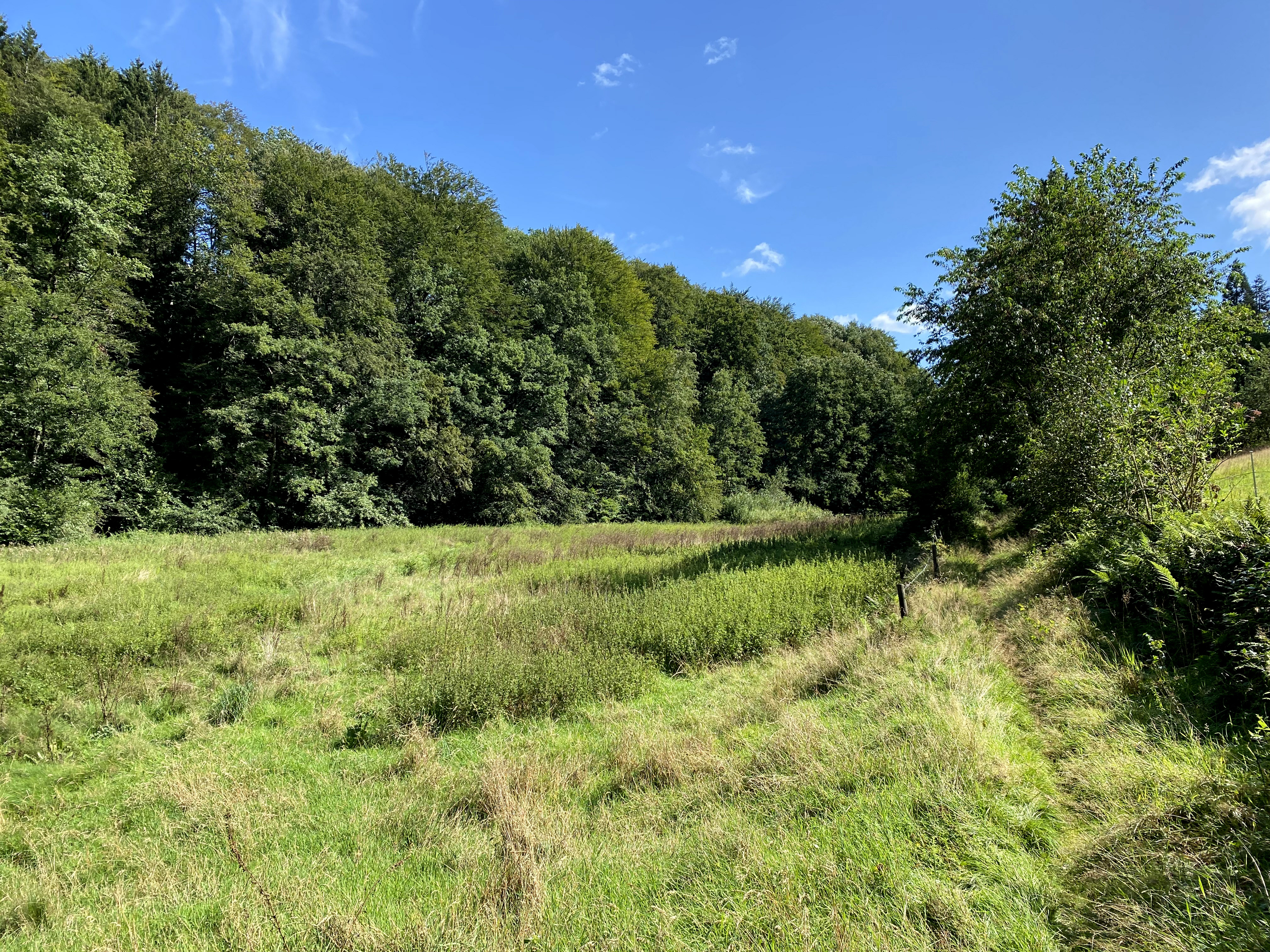
Extensiv genutzte Talwiese
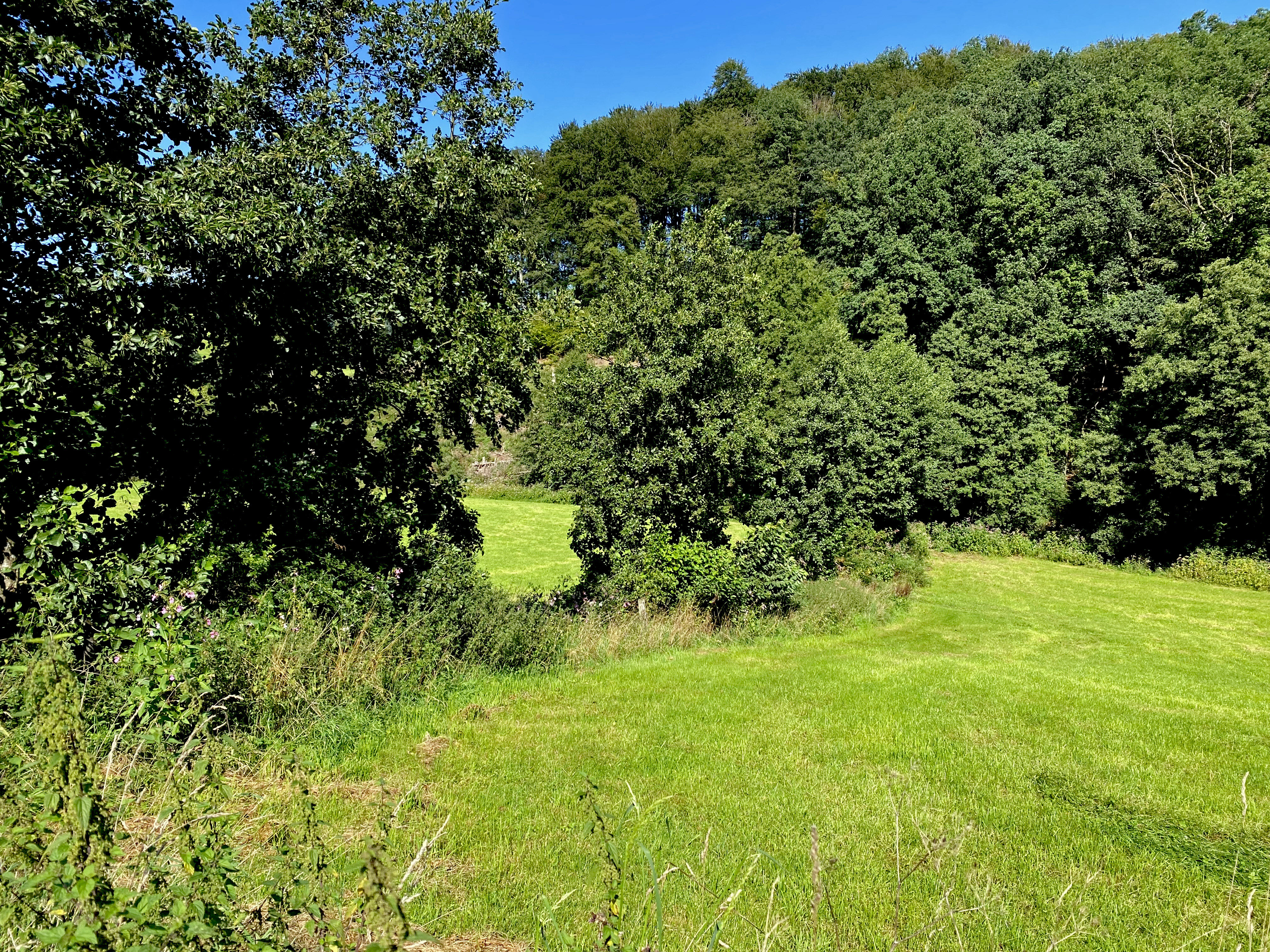
Feldgehölz
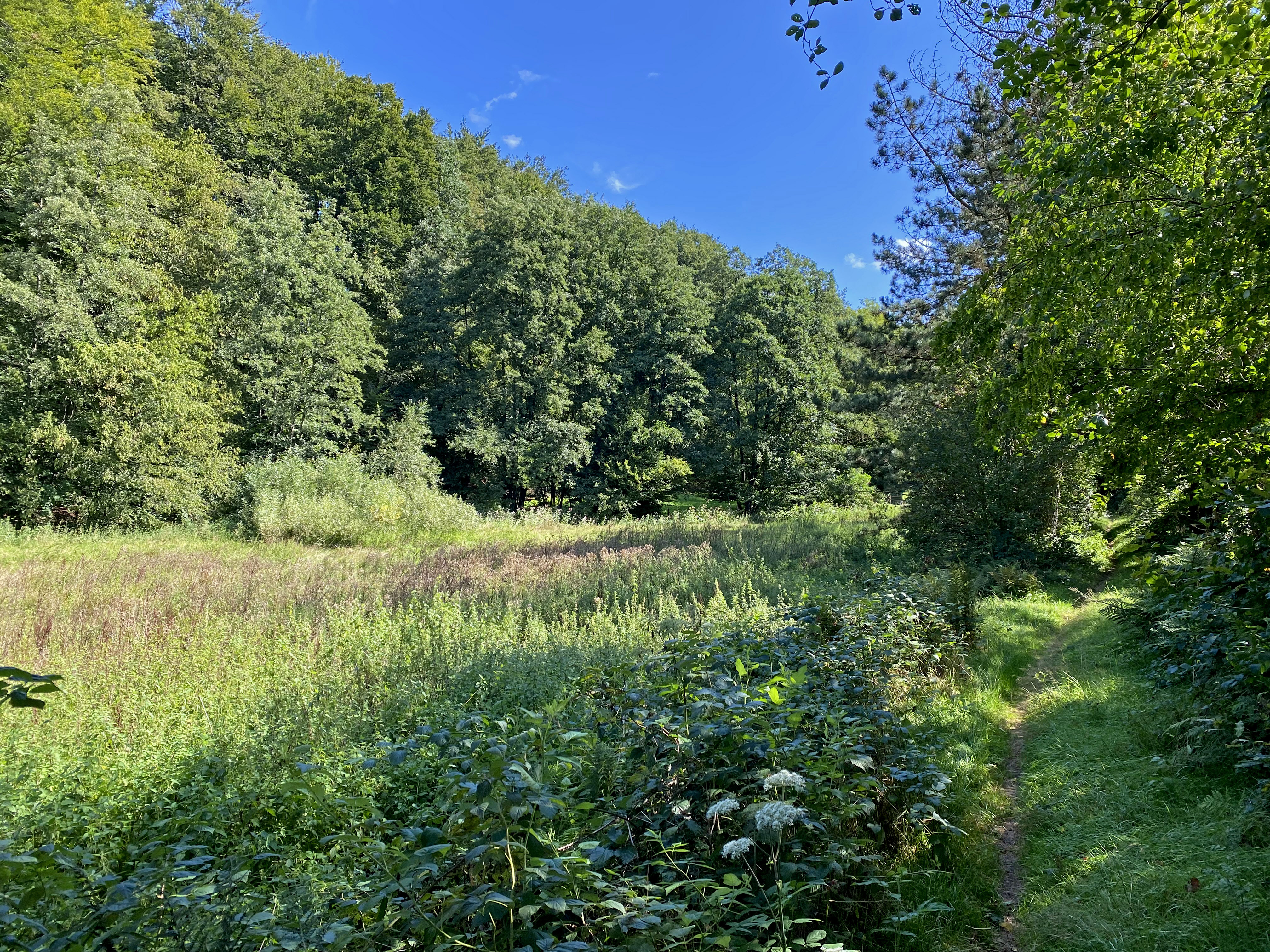
Hochstaudenflur
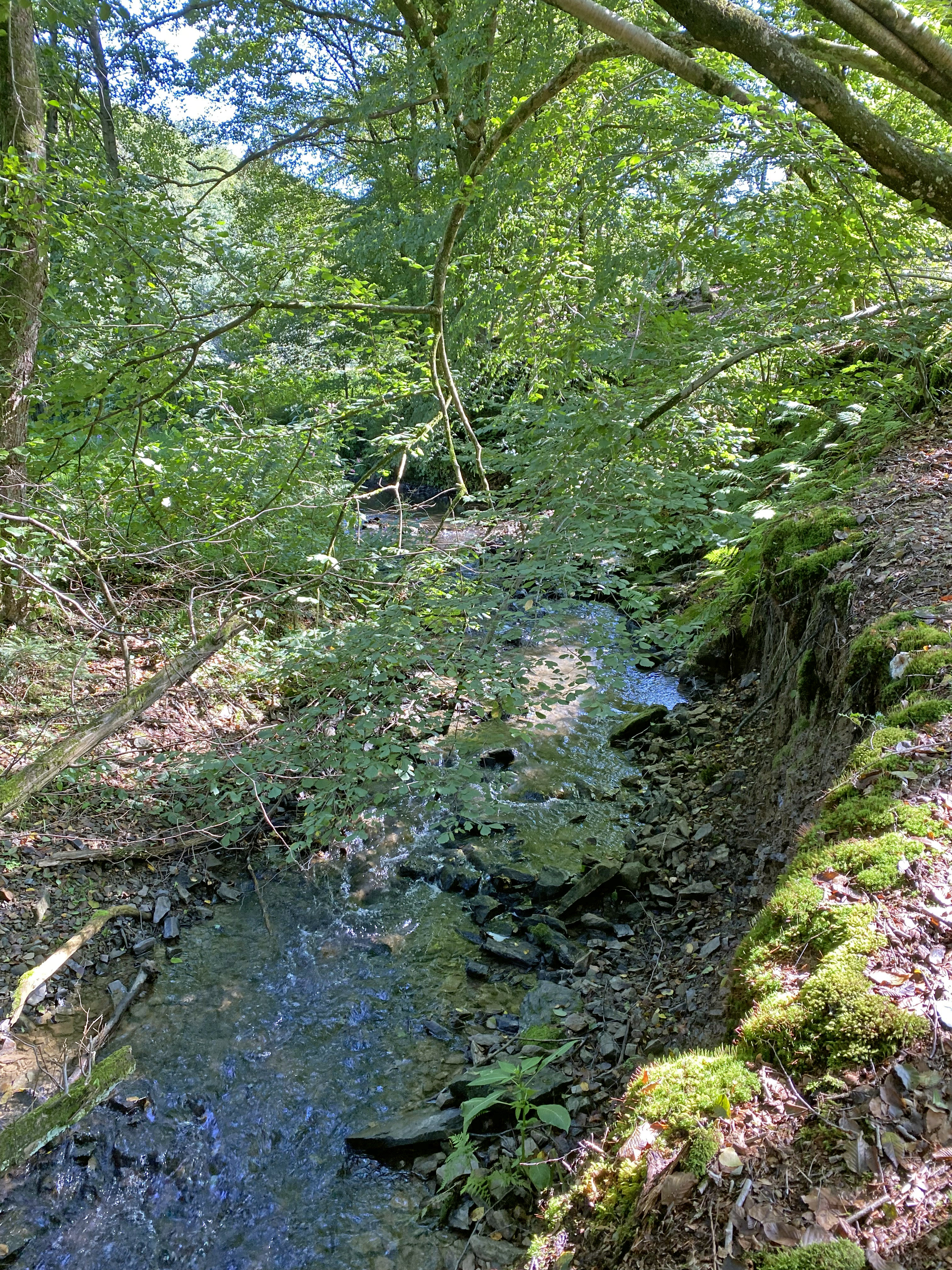
Steilufer der Großen Dhünn
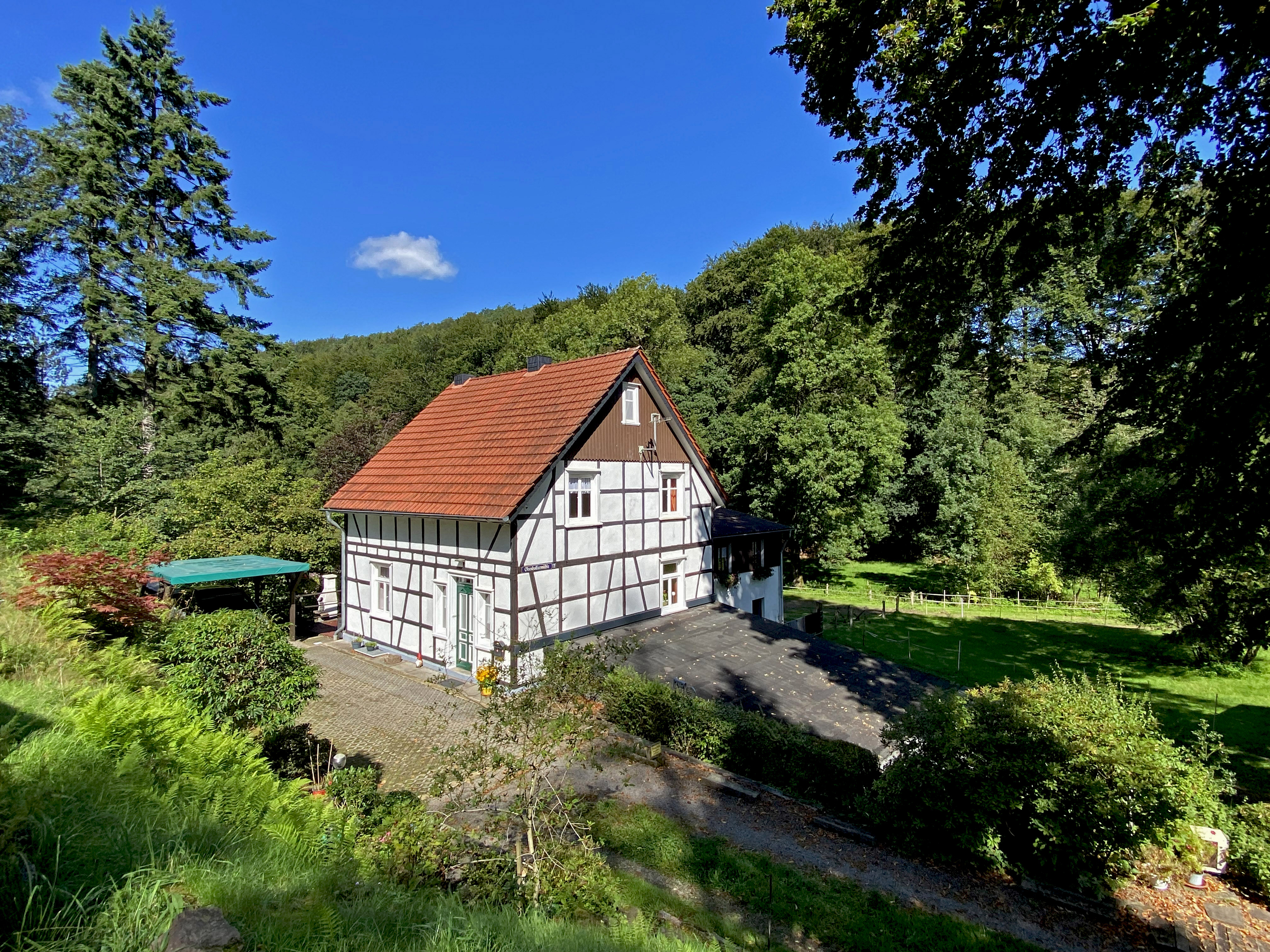
Odenholler Mühle im NSG
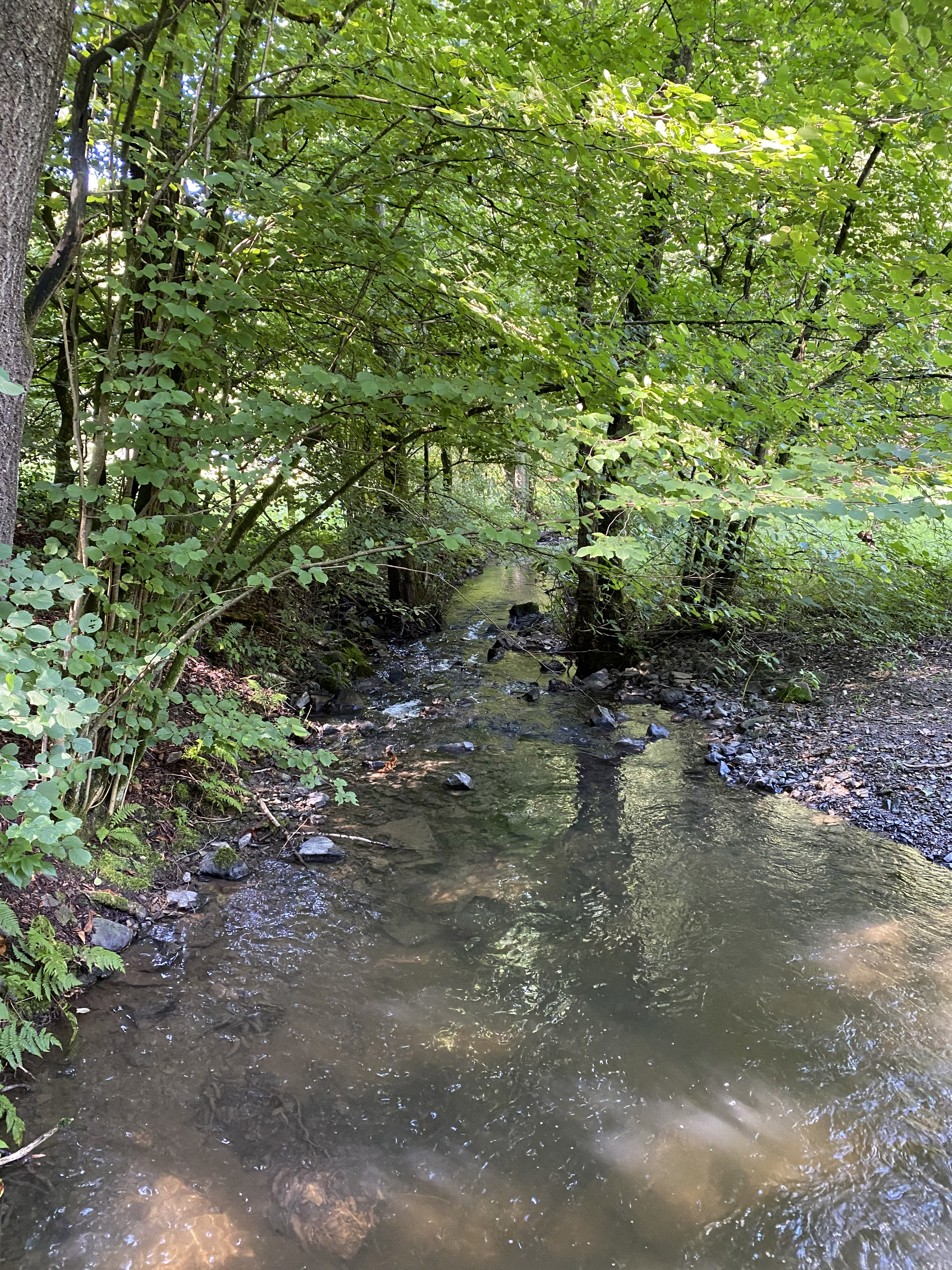
Große Dhünn nordöstl. Odenholler Mühle
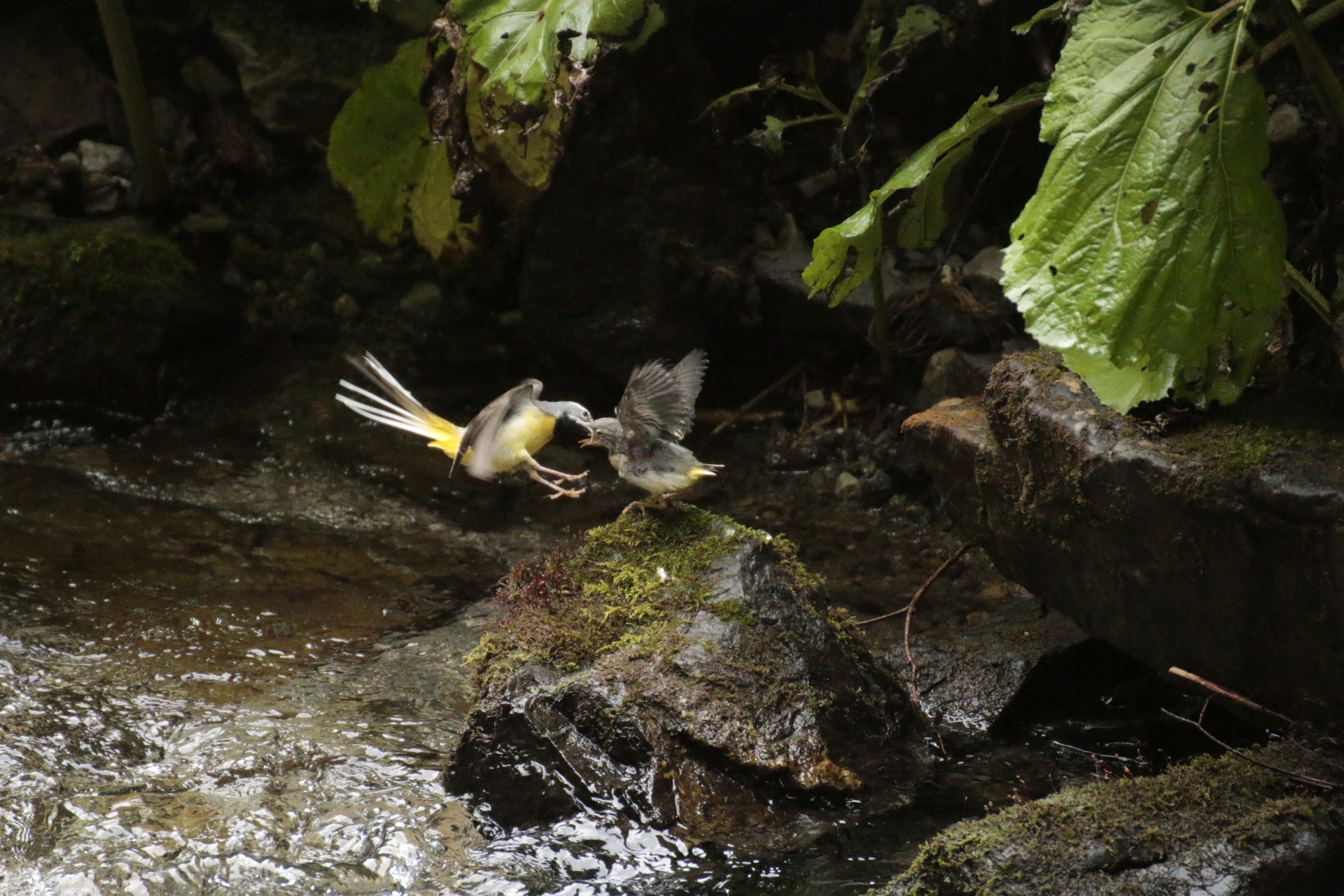
Gebirgsstelze bei der Fütterung
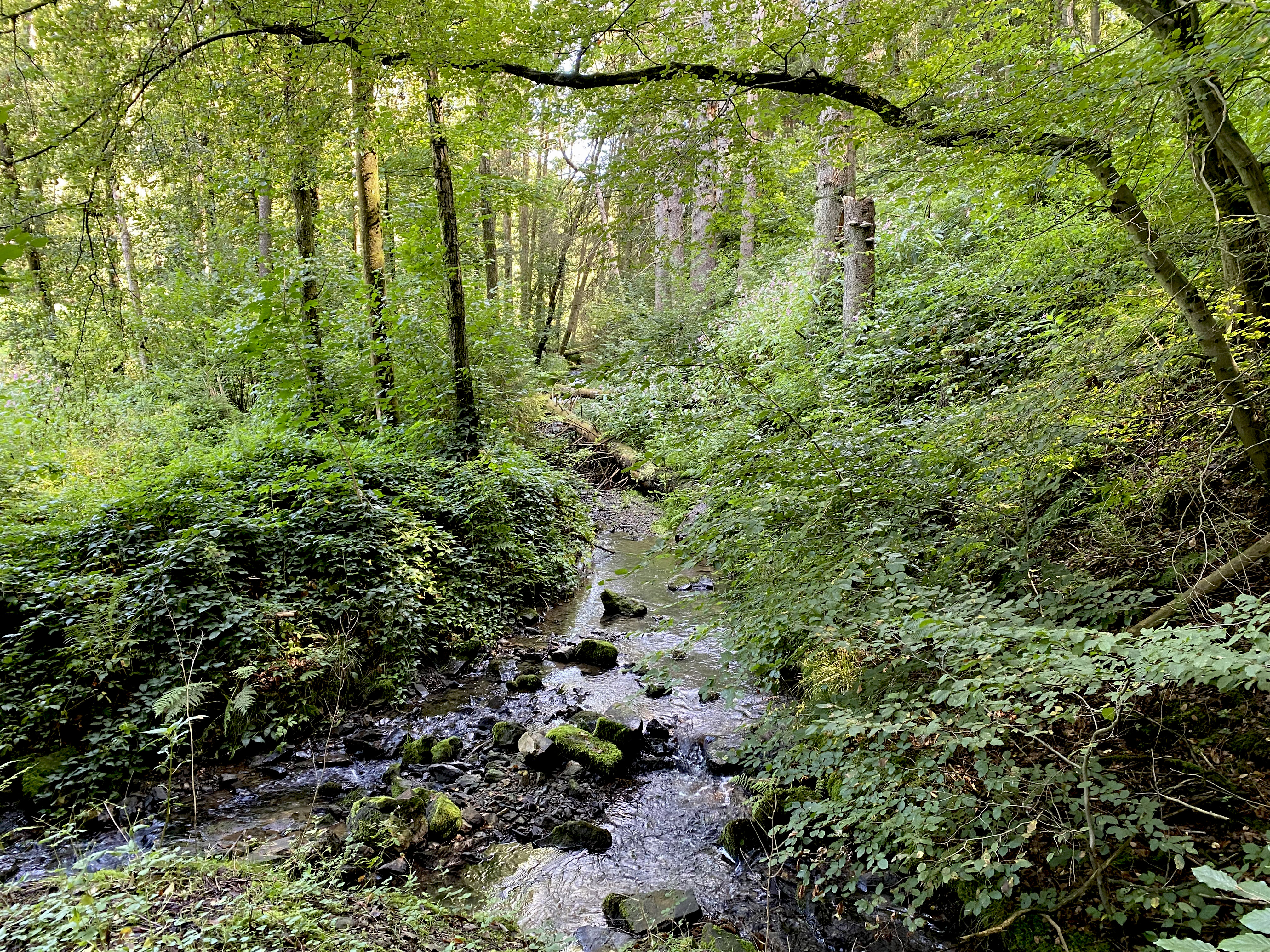
Große Dhünn im Erlen-Auwald
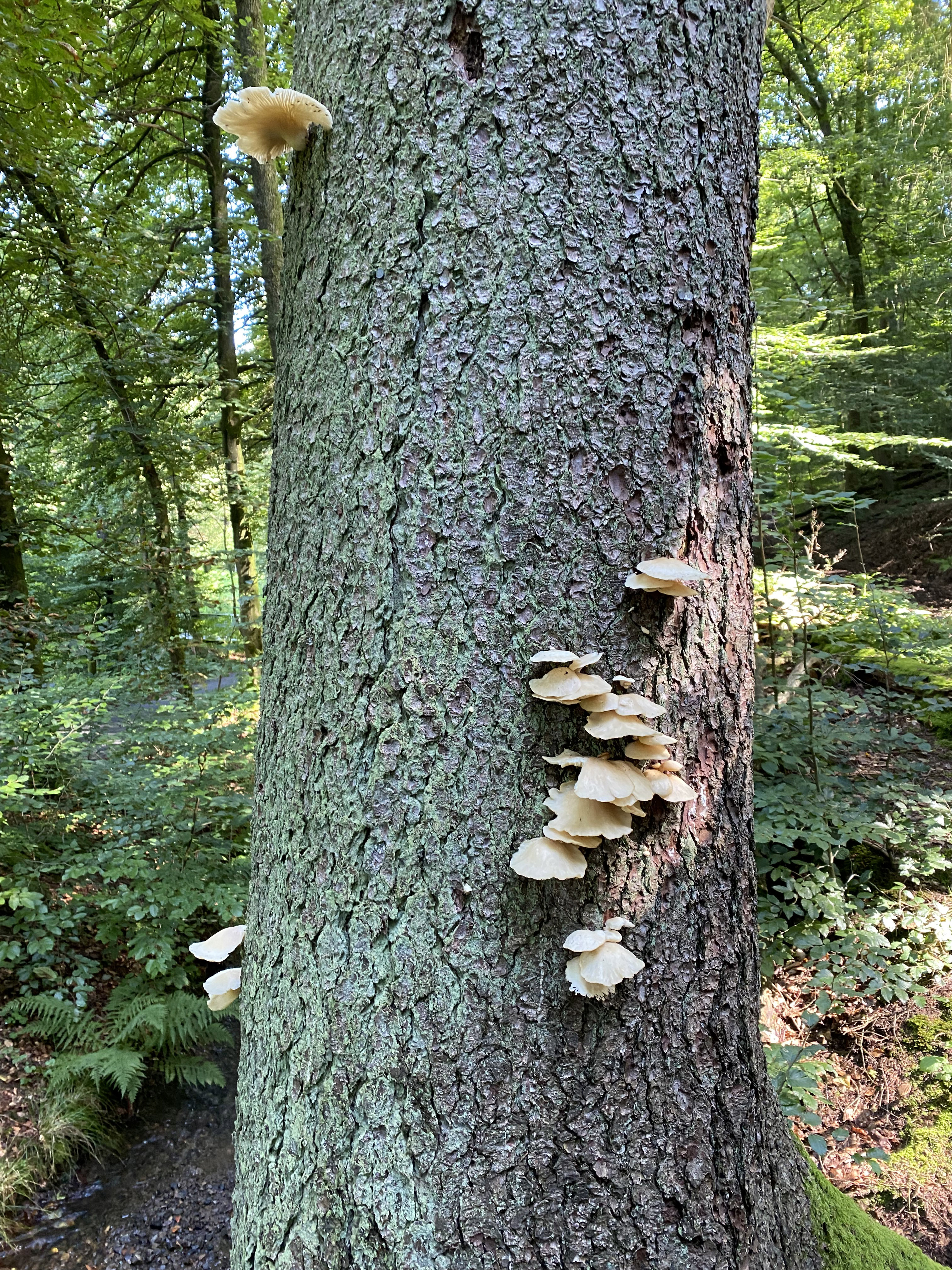
Austernseitlinge
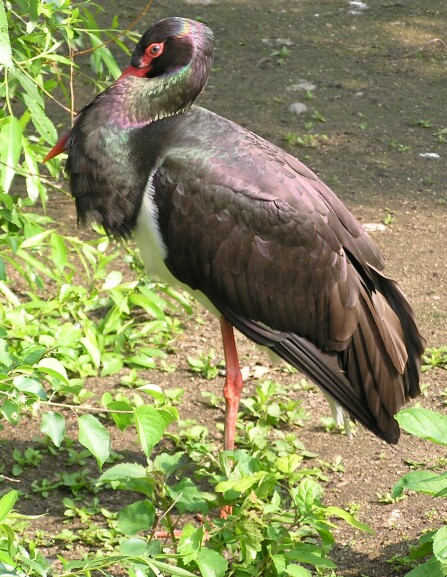
Schwarzstorch (Ciconia nigra)
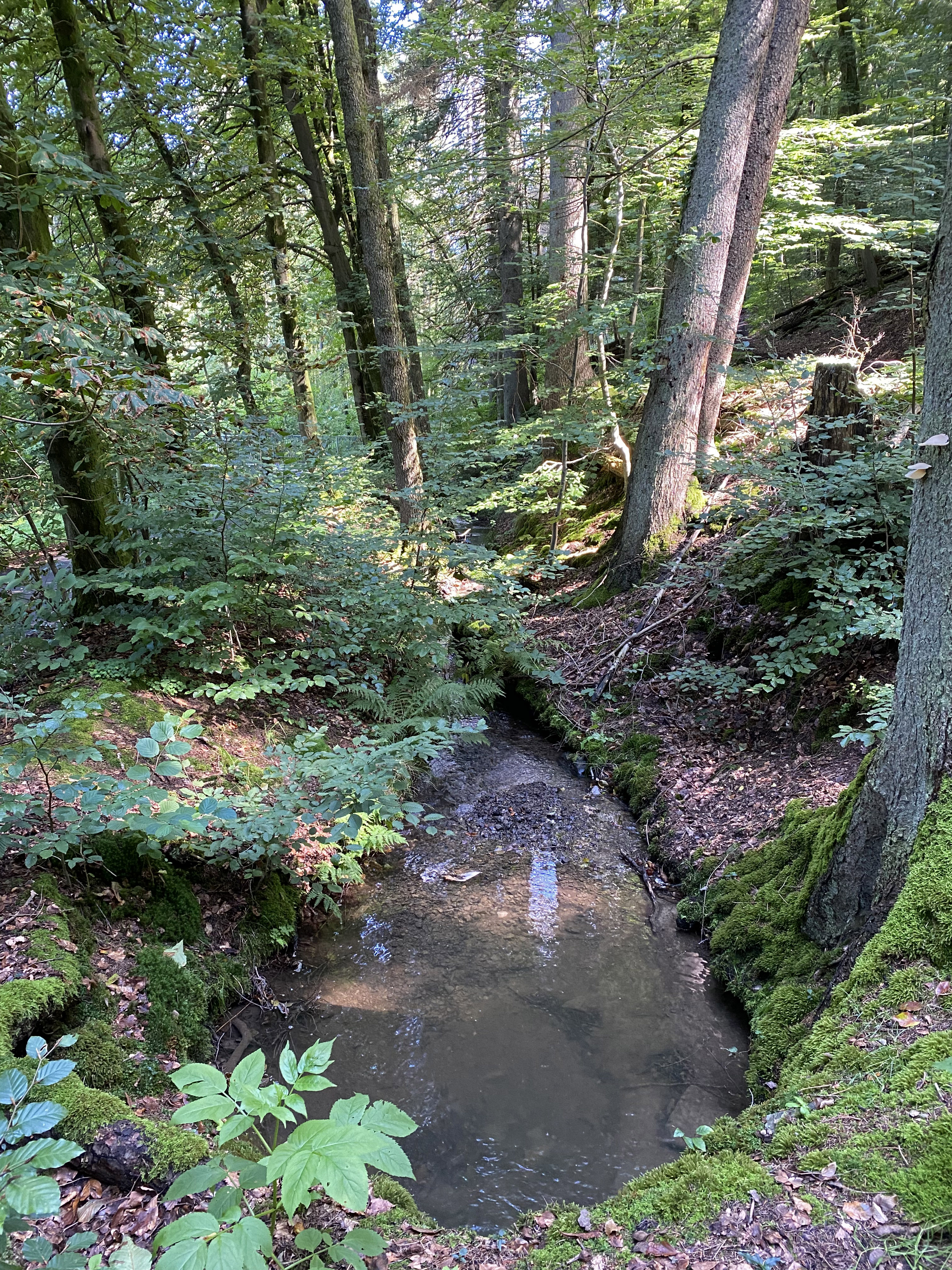
Große Dhünn im Auwald
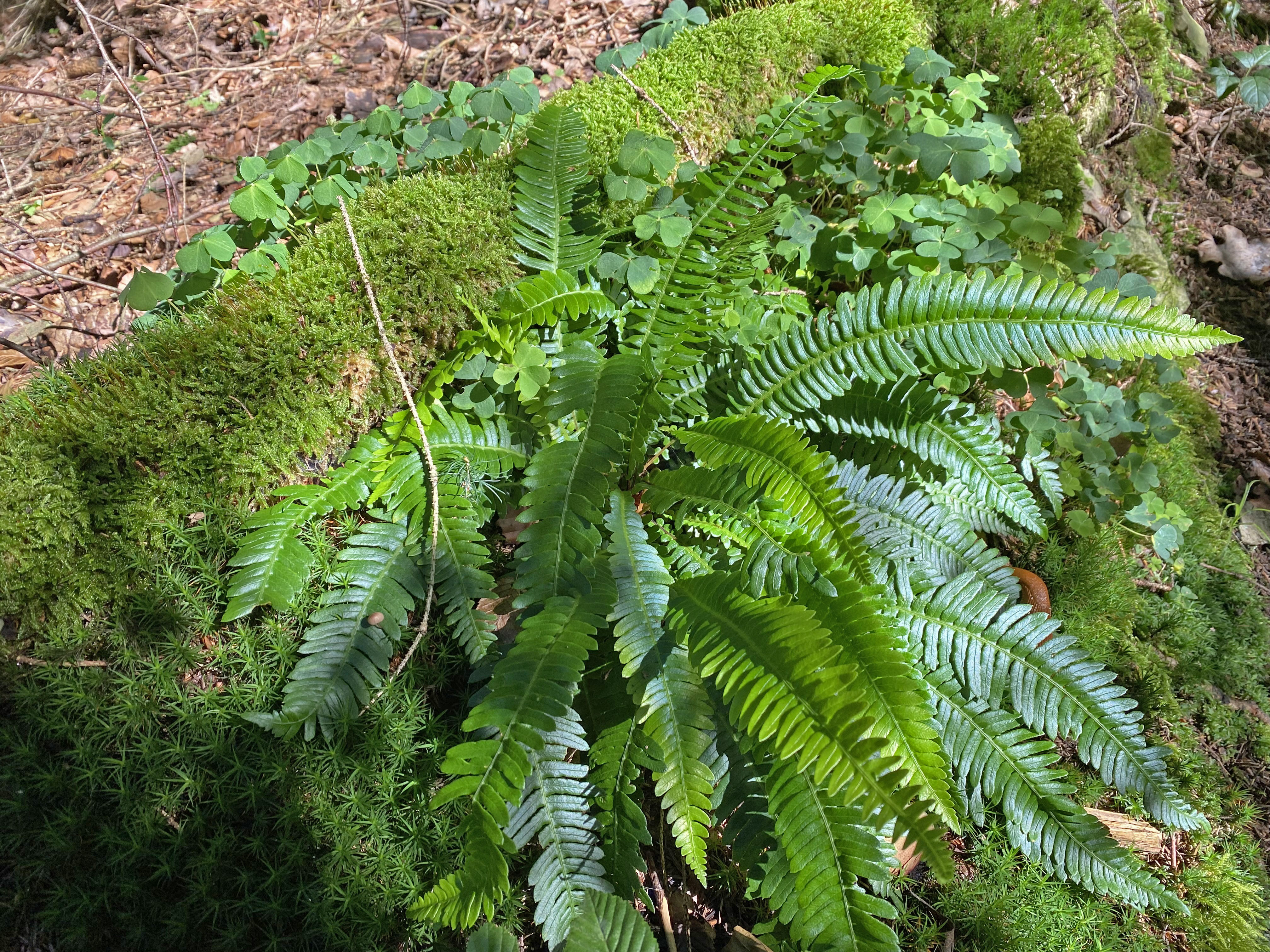
Rippenfarn, Sauerklee, Moose